# Карла Фрачи
Каролина Карла Фрачи (Милано, 20.август 1936 — Милано, 27.мај 2021), била је италијанска балерина. Сматра се једном од најпознатијих балерина XX века. Године 1981. часопис The New York Times је дефинисао као апсоултну примабалерину.

## Биографија
Отац Луиђи Фрачи је био наредник алпина у Русији, а мајка Санта Рока, названа Сантина, била је радница у фабрици Иноћенти у Милану. Имала је једну сестру, Марису Фрачи, која је такође била балерина класичног балета која се образовала у плесној школи у Миланском Театру. Када је почео рат, Карла се одселила са својом породицом у село Волонго код баке са мамине стране Арђелиде. Када је пошла у основну школу, преселила се код тетке, да би се након завршетка рата опет вратила у Милано, где је њен отац добио посао на железници као кондуктер.
Родитељи су је често водили на фирмине прославе и баш тамо су неки њихови пријатељи приметили да Карла има специфичан осећај за ритам и убедили су их да је одведу на аудицију у Миланској скали. Карла је прошла аудицију захваљујући свом лепом лицу. Међутим, првих пар година су биле тешке за њу, није могла да се прилагоди окружењу, учитељица је стално грдила, јер је сматрала веома талентованом, али лењом и безвољном. Касније је почела да се у Театру осећа као код куће.

## Каријера
Карла се од 1946. године образовала у Театру са Вером Волковом и са осталим кореографима, а дипломирала је 1954.године. Након две године постала је плесна солисткиња, а затим примабалерина 1958. Крајем педесетих и почетком шездесетих година плесала је за неке стране фирме, као што су London Festival Ballet, il Sadler's Wells Ballet, данас познат као Royal Ballet. Године 1967. била је гост у Америчком балетском позоришту.
Њена слава се везује и за тумачење улога у романтичним и драматичним филмовима, као што је Жизела, Силфид, Ромео и Јулија, Франческа из Риминија, Медеа.
Године 1982. била је протагониста једне телефизијске фикције: појавила се у једној сцени у серији Рај, коју је режирао Ренато Кастелани, Верди, где је тумачила улогу Ђузепине Стрепони, другу по реду супругу композитора. Крајем осамдесетих година прешла је у Театар Сан Карло у Напуљу. 
Од 1994.године била је члан Академије лепих уметности у Брери, а од 1995. била је председница удружења амбијенталиста. 
Од новембра 2000. године до јула 2010. плесала је у Театру у Риму(итал. Teatro dell'Opera di Roma). Тамо је следила традиционални репертоар и онај који је потписао Сергеј Дјагиљев за руске балете. Осим овим активностима, бавила се и новим које су увек биле вођене Бепеом Манегатијем.

## Приватни живот
Године 1964. се удала за Бепеа Менегатија, са којим је добила сина 1969. Франческа. Преминула је 27.маја 2021. ујутру, у 84. години, у својој кући у Милану након борбе са раком.

## Филмографија

### Биоскоп
- Giselle, режирао Хуго Ниблинг (1970)
- I Am a Dancer, режирао Пијер Џордан - документарац (1972)
- Nijinsky, режирао Херберт Рос (1980)
- La storia vera della signora dalle camelie, режирао Мауро Болоњини (1981)
- Venezia, carnevale - Un amore, режирао Марио Ланфранчи (1982)
- Fabricanti di passioni, режирао Роберто Орази - документарац (2007)
- Illuminate - Laura Biagiotti, режирала Марија Тили - документарац (2019)
- Qualcosa rimane, режирао Франческо Д'Асценцо - документарац (2019)
- Carla, режирао Емануел Имбучи (2021)

### Телевизија
- Music for You (1958)
- Verdi, режирао Ренато Кастелани (1982)
- Romeo e Giulietta (1982)
- Guglielmo Tell (1988)
- I vespri siciliani (1989)